# Jezeřany-Maršovice
Jezeřany-Maršovice (německy Jeseran-Marschowitz) jsou obec v okrese Znojmo v Jihomoravském kraji. Žije zde 795 obyvatel. Obec je tvořena dvěma srostlými vesnicemi, které byly sloučeny v roce 1960 v jednu obec. Původní Jezeřany tvoří jihovýchodní část obce, Maršovice jsou severozápadní částí. Evidenčně se obec nečlení na části, člení se však na dvě katastrální území a shodně dvě základní sídelní jednotky Jezeřany a Maršovice.

## Název
Ve jménu Jezeřan je obsaženo staré jezeřěné – „lidé bydlící u jezera“. O dřívější vodnatosti území svědčí kromě tohoto jména i jméno sousední Loděnice.
Jméno Maršovic je odvozeno od osobního jména Mareš, jeho původní význam tedy byl „Mar(e)šovi lidé“.

## Historie
První písemná zmínka o obci pochází z roku 1306.

## Obyvatelstvo
| Rok            | 1869 | 1880 | 1890 | 1900 | 1910  | 1921  | 1930  | 1950 | 1961 | 1970 | 1980 | 1991 | 2001 | 2011 | 2021 |
| -------------- | ---- | ---- | ---- | ---- | ----- | ----- | ----- | ---- | ---- | ---- | ---- | ---- | ---- | ---- | ---- |
| Počet obyvatel | 708  | 848  | 887  | 935  | 1 030 | 1 052 | 1 054 | 868  | 929  | 939  | 796  | 713  | 710  | 761  | 776  |
| Počet domů     | 134  | 150  | 163  | 176  | 196   | 206   | 240   | 256  | 251  | 246  | 228  | 271  | 275  | 280  | 300  |

## Obecní symboly
Znak a vlajka byly obci uděleny rozhodnutím předsedy Poslanecké sněmovny Parlamentu České republiky dne 15. listopadu 2005.

## Pamětihodnosti
- Kostel svatého Cyrila a Metoděje v Jezeřanech
- Zvonice na návsi v Maršovicích, od roku 2015 chráněna jako kulturní památka